# Mud Bay (Alaska)
Mud Bay (Tlingit: Ḵutlkw G̱eey) ist ein census-designated place (CDP) im Haines Borough in Alaska. Das U.S. Census Bureau hatte bei der Volkszählung 2020 eine Einwohnerzahl von 159 ermittelt. Mud Bay ist nicht zu verwechseln mit einer gleichnamigen Siedlung bei Ketchikan.

## Geographie
Mud Bay befindet sich im Alaska Panhandle im Südosten Alaskas 7,5 km südsüdöstlich von Haines. Das CDP-Gebiet umfasst die Spitze der Chilkat-Halbinsel und liegt zwischen dem Chilkat Inlet im Westen und dem Chilkoot Inlet im Osten. Im Norden grenzt Mud Bay an das Haines CDP. Von Haines führt eine Straße nach Mud Bay. Mud Bay besitzt kein Ortszentrum. Der südliche Teil des Chilkat State Parks erstreckt sich über das Mud Bay CDP. An der kleinen Bucht „Letnikof Cove“ an der Westküste befinden sich zwei Bootsanlegestellen. An der Ostküste liegt die namengebende kleine Bucht „Mud Bay“ (ehemals „Flat Bay“).

## Geschichte
Mud Bay wird seit dem Jahr 2000 als ein census-designated place geführt.

## Demografie
Zum Zeitpunkt der Volkszählung im Jahre 2020 (U.S. Census 2020) hatte Mud Bay 159 Einwohner auf einer Landfläche von 31,43 km². Von den Einwohnern waren 139 Weiße, 7 amerikanisch-indianischer Abstammung sowie ein Asiate. Beim Zensus im Jahr 2000 wurden 137 Einwohner gezählt, 2010 waren es 212.